# Kerry Werner
Kerry Werner (* 27. März 1991) ist ein US-amerikanischer Radrennfahrer, der auf Offroad-Disziplinen wie Cyclocross, Cross-Country-Mountainbike oder Gravelrennen spezialisiert ist.

## Sportlicher Werdegang
Werner fing im Alter von 15 Jahren zunächst mit Mountainbikerennen an, gegen 2011 fuhr er sein erstes Cyclocrossrennen. 2013 war er im Cross-Country Landesmeister der U23, im Jahr darauf Vizemeister der Elite. Bis 2024 gewann er 30 Cyclocrossrennen in Nordamerika. Seine wichtigsten Erfolge hatte er bei den Panamerika-Meisterschaften im Cyclocross, wo er 2019 gewann und 2018 sowie 2021 die Bronzemedaille holte. Bei US-Meisterschaften war er 2017, 2018 und 2022 jeweils Dritter. Im UCI-Cyclocross-Weltcup war seine beste Platzierung der 14. Rang 2021 in Waterloo, bei Cyclocross-Weltmeisterschaften der 21. Platz 2022 in Fayetteville. 2023 nahm er auch Gravelrennen in sein Rennprogramm auf.

## Erfolge

### Cyclocross
2018/2019
 Panamerika-Meisterschaften
2019/2020
 Panamerika-Meister
2021/2022
 Panamerika-Meisterschaften

### Mountainbike
2013
 US-Meister (U23) – Cross-Country XCO